# Moldauischer Leu
Der moldauische Leu (Plural: Lei) ist das offizielle Zahlungsmittel in der Republik Moldau. Die kleinste Einheit ist 1 Ban (b), wobei 1 Leu (MDL) ebenso wie in Rumänien in 100 Bani unterteilt ist. Nach der Auflösung der Sowjetunion und der Unabhängigkeit der Republik Moldau wurde im November 1993 der russische Rubel abgeschafft und durch die neue Währung, den moldauischen Leu, ersetzt. „Leu“ bedeutet im Rumänischen „Löwe“.

## Münzen
Die abgebildeten Münzen sind derzeit gültiges Zahlungsmittel.
| Münzwert             | Bild | Gewicht | Durchmesser | Motiv                     |
| -------------------- | ---- | ------- | ----------- | ------------------------- |
| 1 Ban                |      | 0,67 g  | 14,5 mm     | moldauisches Staatswappen |
| 5 Bani               |      | 0,75 g  | 16 mm       | moldauisches Staatswappen |
| 10 Bani              |      | 0,85 g  | 16,6 mm     | moldauisches Staatswappen |
| 25 Bani              |      | 0,95 g  | 17,5 mm     | moldauisches Staatswappen |
| 50 Bani (außer Kurs) |      |         |             | moldauisches Staatswappen |
| 50 Bani              |      | 3,1 g   | 19 mm       | moldauisches Staatswappen |

| 1 leu (Außer Kurs) | 1 leu | 2 lei | 5 lei (Außer Kurs) | 5 lei | 10 lei |
| ------------------ | ----- | ----- | ------------------ | ----- | ------ |
|                    |       |       |                    |       |        |

## Banknoten

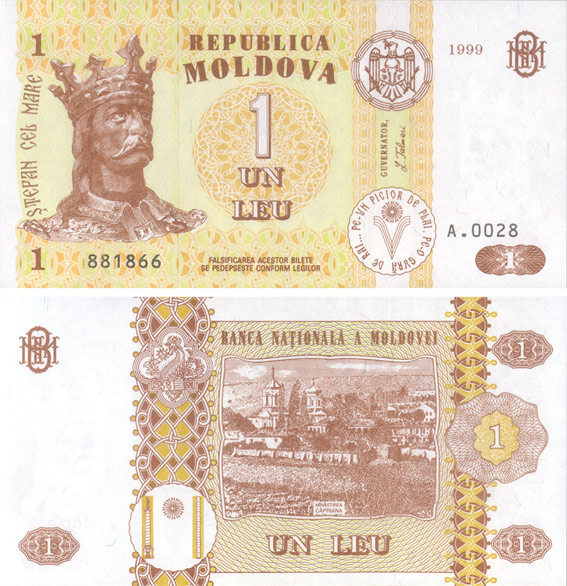
Banknote: 1 moldauischer Leu

Auf der Vorderseite ist jeweils Ștefan cel Mare abgebildet. Rechts von ihm ist ein V (für victorie) zu sehen, das von den ersten beiden Versen der Ballade Miorița umlaufen wird: Pe-un picior de plai, pe-o gură de rai.
Auf den Rückseiten sind verschiedene Bauwerke abgebildet:
- 1 Leu – Kloster Căpriana im Rajon Strășeni
- 5 Lei – Kirche zum heiligen Demetrios in Orhei
- 10 Lei – Kloster Hîrjauca im Rajon Călărași
- 20 Lei – Festung von Soroca
- 50 Lei – Kloster Hîrbovăț im Rajon Călărași
- 100 Lei – Festung von Tighina
- 200 Lei – Rathaus von Chișinău
- 500 Lei – Kathedrale der Geburt des Herrn in Chișinău
- 1000 Lei – Parlamentsgebäude der Republik Moldau

Das Aussehen der Banknoten wurde 2015 überarbeitet.